# Futbol'nyj Klub Volyn' 2015-2016
Questa voce raccoglie le informazioni riguardanti il Futbol'nyj Klub Volyn' nelle competizioni ufficiali della stagione 2015-2016.

## Rosa
| N. |                    | Ruolo | Calciatore         |
| -- | ------------------ | ----- | ------------------ |
| 1  | Ucraina (bandiera) | P     | Bohdan Šust        |
| 4  | Ucraina (bandiera) | C     | Serhij Kravčenko   |
| 7  | Ucraina (bandiera) | C     | Oleh Herasymyuk    |
| 8  | Ucraina (bandiera) | C     | Serhij Politylo    |
| 9  | Ucraina (bandiera) | A     | Redvan Memešev     |
| 10 | Romania (bandiera) | C     | Florentin Matei    |
| 11 | Ucraina (bandiera) | C     | V″jačeslav Šarpar  |
| 13 | Ucraina (bandiera) | D     | Artem Šabanov      |
| 14 | Ucraina (bandiera) | C     | Volodymyr Pol'ovyj |
| 15 | Croazia (bandiera) | D     | Ivica Žunić        |
| 16 | Israele (bandiera) | D     | Gal Shish          |
| 17 | Ucraina (bandiera) | A     | Yevhen Bokhashvili |
| 18 | Ucraina (bandiera) | D     | Serhij Lohinov     |

| N. |                     | Ruolo | Calciatore             |
| -- | ------------------- | ----- | ---------------------- |
| 19 | Georgia (bandiera)  | C     | Aleksandre K'obakhidze |
| 24 | Slovenia (bandiera) | D     | Miha Goropevšek        |
| 26 | Ucraina (bandiera)  | D     | Roman Nykytyuk         |
| 29 | Ucraina (bandiera)  | A     | Anatolij Didenko       |
| 30 | Ucraina (bandiera)  | D     | Oleh Humenyuk          |
| 33 | Ucraina (bandiera)  | D     | Yevhen Novak           |
| 38 | Ucraina (bandiera)  | A     | Serhiy Petrov          |
| 42 | Ucraina (bandiera)  | P     | Vitaliy Nedilko        |
| 74 | Ucraina (bandiera)  | P     | Artem Kyčak            |
| 89 | Ucraina (bandiera)  | A     | Dmytro Kozban          |
| 93 | Ucraina (bandiera)  | D     | Vitalij Pryndeta       |
| 94 | Ucraina (bandiera)  | A     | Viktor Chomčenko       |
| 98 | Ucraina (bandiera)  | C     | Oleksiy Zinkevych      |